# Sídlo Makedonského rozhlasu a televize
Sídlo Makedonského rozhlasu a televize se nachází v hlavním městě Severní Makedonie, Skopje.
S výškou 70 metrů bylo nejvyšší budovou v zemi, postaveno v roce 1984. Je zcela ve vlastnictví Makedonského rozhlasu a televize a slouží vysílateli jako sídlo. Po dokončení Cevahir Towers, které měří celkem 130 m, je od roku 2016 jen druhou nejvyšší v Severní Makedonii. Chlubí se 25 patry.